# Marco dell'Africa del Sud-Ovest
Il marco dell'Africa del Sud-Ovest è stata una moneta emessa temporaneamente nel 1916 per sostituire il marco dell'Africa Tedesca del Sud-Ovest e cessata nel 1918 quando fu sostituita dalla sterlina sudafricana. Circolava nel territorio della ex-Africa Tedesca del Sud-Ovest che

## Emittenti
I biglietti denominati in marchi e pfennig furono rilasciati da diversi emittenti, in particolare come  «Gutshein» (voucher) della Swakopmund Bookshop, una libreria, a Windhoek e Swakopmund. Altre emittenti furono:
- Sonja Scholz — Windhoek.
- Gibeon Savings and Loans Association — Gibeon.
- Speisser and Silla — Windhoek.
- South West African Land Credit Association — Lüderitz.
- Swakopmund Co-operative Bank — Swakopmund.
- Viktoria Pharmacy — Windhoek.
- Wecke and Voigts — Karibib, Okahandja, Swakopmund e Windhoek.